# Hatton House
Hatton House, auch Haltoun House, war ein Schloss in Schottland. Ursprünglich in Midlothian gelegen, kam es durch Grenzverschiebungen zur Council Area Edinburgh. Teile des Anwesens liegen bereits auf dem Gebiet von West Lothian. Das Renaissancebauwerk wurde 1955 abgerissen. Erhalten sind lediglich wenige Fragmente, von denen drei Bauwerk als Einzeldenkmale in die schottischen Denkmallisten in der höchsten Denkmalkategorie A aufgenommen wurde. Hierbei handelt es sich um die Umfriedungsmauer mit Ecktürmen und Badehaus, das Osttor sowie das Südtor. Ein Tempel in der Parkanlage ist als Kategorie-B-Bauwerk klassifiziert. 2001 wurden die Außenanlagen in das Inventory of Gardens and Designed Landscapes in Scotland aufgenommen.

## Geschichte

Wappen der Earls of Lauderdale

Bereits im 15. Jahrhundert befand sich ein Tower House mit L-förmigem Grundriss auf den Ländereien. Ob es sich hierbei um den im Jahre 1453 belagerten Turm von Haltone oder ein Nachfolgebauwerk handelt, ist nicht geklärt. 1515 erwirkte William de Lauder eine königliche Genehmigung zur Befestigung seines Anwesens in Halton. Mitte des 17. Jahrhunderts gelangten die Ländereien in den Besitz von Charles Maitland, 3. Earl of Lauderdale. Unter seiner Führung entstand das heutige Hatton House, in welches Fragmente des älteren Tower House integriert wurden. Zwischen 1682 und 1792 war Hatton House der Sitz der Earls of Lauderdale. Sholto John Douglas, 18. Earl of Morton erwarb das Anwesen im Jahre 1870 und vererbte es seinem Sohn Sholto Charles Douglas, Lord Aberdour. William Whitelaw war letzter Eigentümer von Hatton House, als dieses 1952 durch einen Brand vernichtet wurden. Drei Jahre später wurde die Ruine weitgehend niedergerissen.

## Südtor

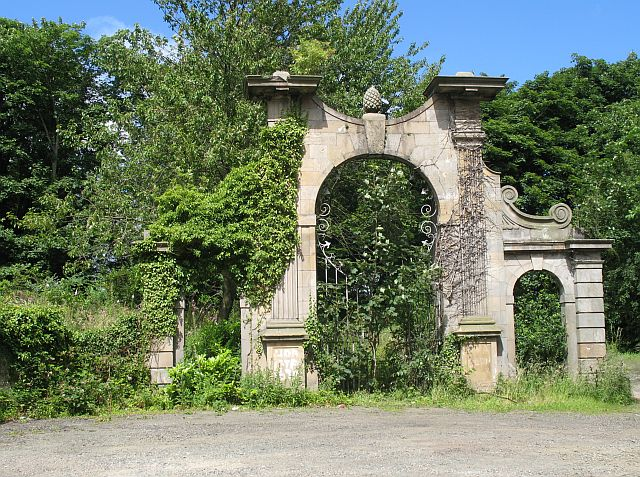
Südtor von Hatton House

Das heutige Südtor markierte einst die Einfahrt aus Richtung Glasgow. Es trägt die Datumsangabe 1692. Im Zuge von Umgestaltungen nach Plänen des Architekten William Henry Playfair wurde das Tor dann im Jahre 1829 an seinen heutigen Standort versetzt. Dorische Blendpfeiler flankieren den zentralen Torbogen, den ein zweiflügliges Eisentor verschließt. Darüber ist diesem ein invertierter Segmentbogen gegenübergestellt. Ein Schlussstein verbindet beide Bögen. Die Rückseite ist als Sonnenuhr gestaltet. Niedrigere Segmentbögen für Fußgänger flankieren den zentralen Bogen. Das Bauwerk ist im Register gefährdeter denkmalgeschützter Bauwerke in Schottland eingetragen. Sein Zustand wird als schlecht, jedoch bei moderater Gefährdung eingestuft.

## Osttor
Ein Paar verzierter Pfosten mit länglichem Grundriss markieren die Zufahrt aus östlicher Richtung. Sie stammen aus dem Jahr 1700 und bestehen aus bossierten Steinquadern, die im Schachbrettmuster angeordnet sind. Darauf sitzen gekehlte Kranzgesimse mit heraldischen Motiven.

## Umfriedungsmauer mit Ecktürmen und Badehaus
Die erhaltenen Fragmente stammen aus dem späten 18. Jahrhundert. An den beiden Südabschlüssen der befestigten Bruchsteinmauer erheben sich zweistöckige Türme mit quadratischem Grundriss. Ebenerdig wurden bossierte Quadersteine verwendet, während das Mauerwerk des Obergeschosses aus Harl-verputztem Bruchstein besteht. Das Gebäude ist über eine mittige Türe mit Rundbogen und Schlussstein ebenerdig zugänglich. Ein weiterer Zugang besteht im Obergeschoss. Blinde Fenster flankieren dort die Türe. Sie schließt mit einem Tympanon mit Ochsenauge ab. Auf dem Turm sitzt ein geschwungenes, schiefergedecktes Dach auf. Beide erhaltenen Türme sind nicht identisch, unterscheiden sich jedoch nur in Details.
Das Badehaus tritt halbrund aus der Umfriedungsmauer heraus. Das befestigte Mauerwerk besteht aus Bruchstein, der jedoch mit Quadersteinen verkleidet ist. Gewinkelte Fenster flankieren die mittig in der südexponierten Frontseite befindliche Eingangstüre. Im Inneren verlaufen Steinbänke entlang der Wände. Das Mauerwerk ist verputzt. Das drei Meter durchmessende und 1,2 m tiefe runde Becken befindet sich an der Nordseite unterhalb eines bossierten Bogens. Die Decke ist als Gewölbe gearbeitet.
Die beschriebenen Bauwerke sind im Register denkmalgeschützter Bauwerke gelistet. Der Gesamtzustand wird als schlecht bei hoher Gefährdung beschrieben.

## Tempel
Der Tempel liegt in der Parkanlage westlich des Standortes des ehemaligen Hatton House. Im Schlussstein des bossierten Segmentbogens ist das Wappen der Lauderdales eingearbeitet. Jeweils zwei ionische Pilaster flankieren den Bogen. Oberhalb der rechten Blendpfeiler ist eine Plakette mit der Inschrift Anno dom MDC 1704 eingelassen. Die Seitenmauern bestehen ebenso wie die rückwärtige Mauer aus freiliegendem Bruchstein. Im Innenraum mit Gewölbedecke sind wiederum Blendpfeiler verbaut. Im Register gefährdeter denkmalgeschützter Bauwerke ist der Zustand des Tempels als schlecht, jedoch bei moderater Gefährdung eingestuft.